# Хэфэй Логан (аэропорт)
Международный аэропорт Хэфэй Логан (кит. 合肥骆岗国际机场), (ИАТА: HFE, ИКАО: ZSOF) — прежний коммерческий аэропорт, обслуживавший авиаперевозки городского округа Хэфэй (столицу провинции Аньхой, КНР).

## Общие сведения
Аэропорт был открыт в ноябре 1977 года и работал в качестве основной воздушной гавани провинции Аньхой, пока 30 мая 2013 года не был полностью заменён новым международным аэропортом Хэфэй Синьцяо.

## Авиакомпании и пункты назначения
В 2011 году на регулярных маршрутах в аэропорту работали следующие авиакомпании: